# Ascobolus elegans
Ascobolus elegans är en svampart som beskrevs av J. Klein 1870. Ascobolus elegans ingår i släktet Ascobolus och familjen Ascobolaceae.  Arten är reproducerande i Sverige. Inga underarter finns listade i Catalogue of Life.